# Wiadomości24.pl

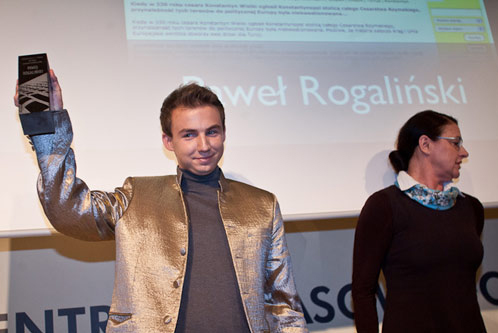
Paweł Rogaliński – Dziennikarz Obywatelski 2009 Roku podczas gali wręczania nagród w Warszawie.

Wiadomości24.pl – polski społecznościowy serwis informacyjny założony 14 czerwca 2006 i istniejący do 2017 roku. Pisanie informacji opierało się w głównej mierze na dziennikarstwie obywatelskim osób zarejestrowanych. 22 września 2017 roku Grupa Polska Press ogłosiła, że serwis wiadomości24.pl zostanie zamknięty. Powodem zamknięcia serwisu podanym przez Grupę Polska Press była „niższa popularność, bo internauci wolą zamieszczać wiadomości na portalach społecznościowych”. Obecnie adres URL tego serwisu przekierowuje na serwis internetowy Naszemiasto.pl.
Redakcja serwisu mieściła się na II piętrze biurowca Saturn, przy ulicy Domaniewskiej 41, na warszawskim Mokotowie.

## Zespół
- Lidia Raś – kierownik redakcji informacji,
- Katarzyna Olczak – szef działu książki
- Rafał Gdak – szef działu technologie,
- Wojciech Martyński – szef działu sport.

Dawniej:
- Przemysław Trubalski – koordynator rozwoju serwisów internetowych,
- Mateusz Aleksandrowicz,
- Adam Plona (obecnie NextWeb Ventures),
- Dorota Pardecka (obecnie Superstacja),
- Magdalena Tobik (obecnie SIW „Znak”),
- Agata Ślusarczyk (obecnie Gość Niedzielny),
- Stanisław Stanuch (obecnie Interia.pl),
- Kamil Jakubczak (obecnie Wirtualna Polska – serwisy finansowe),
- Agnieszka Gierczak (obecnie serwisy internetowe Polskiego Radia),
- Katarzyna Karaś,
- Dominik Tomaszczuk,
- Paweł Kaliński,
- Piotr Zaborowski,
- Radosław Pietrzak,
- Mateusz Brzeziński,
- Tomasz Kowalski – redaktor naczelny,
- Paweł Nowacki – pierwszy redaktor naczelny Wiadomości24.pl (obecnie dyrektor ds. rozwoju kontentu Polskapresse).

## Konkurs na Dziennikarza Obywatelskiego Roku (2006–2009)
Wiadomości24.pl przeprowadziły samodzielnie w sumie cztery edycje konkursu „Dziennikarz Obywatelski Roku”. Ich laureatami byli:
- Dziennikarz Obywatelski 2006 Roku (wybór internautów) – Oliwia Piotrowska
- Dziennikarz Obywatelski 2006 Roku (wybór kapituły) – Robert Sałata
- Dziennikarz Obywatelski 2007 Roku (wybór internautów) – Krzysztof Olejniczak
- Dziennikarz Obywatelski 2007 Roku (wybór kapituły) – Andrzej Pieczyrak
- Dziennikarz Obywatelski 2008 Roku (wybór internautów) – Mirosław Ogórka
- Dziennikarz Obywatelski 2008 Roku (wybór kapituły) – Marek Iwaniszyn
- Dziennikarz Obywatelski 2009 Roku (wybór internautów) – Paweł Rogaliński
- Dziennikarz Obywatelski 2009 Roku (wybór kapituły) – Jolanta Paczkowska

Źródło:.

## Konkurs na Dziennikarza Obywatelskiego Roku (2010–2011)
Od 2010 r. darmowe głosowanie w Internecie zastąpiono płatnym systemem głosowania SMS; bardzo poszerzono też definicję dziennikarza obywatelskiego – Przy doborze tekstów, filmów, zdjęć i wpisów nie decyduje w jakiej formie zostały opublikowane: w serwisie dziennikarstwa obywatelskiego, np. Wiadomości24, na blogu jakiejkolwiek platformy, czy w postaci krótkich wpisów z Blipa, Twittera lub Facebooka. Niezmienny pozostał wybór kapituły konkursu, która wybrała następujących Dziennikarzy Obywatelskich:
- Dziennikarz Obywatelski 2010 Roku (wybór kapituły) – Dawid Serafin
- Dziennikarz Obywatelski 2011 Roku (wybór kapituły) – Elżbieta Wiejaczka

Ponadto wprowadzono osiem dodatkowych kategorii z płatnym systemem głosowania SMS:
- wydarzenie,
- sport,
- kultura,
- technologia,
- styl życia,
- publicystyka,
- zdjęcie roku,
- junior media.

Tym samym od 2010 r. liczba laureatów każdej edycji konkursu wzrosła ponad czterokrotnie.

## Konkurs na Dziennikarza Obywatelskiego Roku (2012)
- Dziennikarz Obywatelski 2012 Roku (wybór kapituły) – Krzysztof Hoffmann

W konkursie Dziennikarz Obywatelski 2012 Roku zmianie uległy kategorie z płatnym systemem głosowania SMS:
- wydarzenia,
- kultura,
- cywilizacja,
- styl życia,
- sport,
- portfel,
- zdjęcie roku,
- junior media.